# Козынка
Козынка — река в Воронежской области России, правый приток Толучеевки.
Длина — 49 км, площадь водосборного бассейна — 616 км². Протекает по территории Воробьёвского, Калачеевского и Петропавловского районов. Исток — севернее села Ясеновка, устье находится у села Старомеловая, в 49 км от места впадения реки Толучеевки в Дон.

## Данные водного реестра
По данным государственного водного реестра России относится к Донскому бассейновому округу, водохозяйственный участок реки — Толучеевка, речной подбассейн реки — Бассейны притоков Дона до впадения Хопра. Речной бассейн реки — Дон (российская часть бассейна).
Код объекта в государственном водном реестре — 05010101112107000004899.